# آریس، باتنه
آریس (به عربی: آریس) یک شهرداری در الجزایر است که در استان باتنه واقع شده‌است.